# トランス・ワールド・ミュージック・ウェイズ
トランス・ワールド・ミュージック・ウェイズは、1989年4月30日から2024年3月31日までTOKYO FMおよびミュージックバードで放送されていた音楽番組である。

## 概要
前身は1981年5月にTOKYO FMで開始の「民族音楽をたずねて」。後にミュージックバードの「Cross Culture」→「THE AUDIO」チャンネルに移行している。
「ボーダーレス」をテーマに、音楽家や評論家をはじめ、写真家、映像作家、詩人等の多彩なゲストを招き、ジャンルを問わずバラエティ豊富な多種多様の音楽を紹介する内容の番組となっている。トークと音楽と言う構成が基本であるが、その他にも音楽イベント等の収録による音源の紹介を行うなど、内容はバリエーションが多く、紹介する音楽もジャズから民族音楽、現代音楽、民謡等多数、国籍やジャンルを問わず多岐に渡っている。また音楽のみならず、落語や狂言、朗読等といった音楽以外のフォーマットの音源を紹介することも多い。
リスナーからの反響が大きかった放送や、過去に番組に出演したゲストが逝去した際の追悼企画等で、アンコール放送を行うことがある。
K-MIX（静岡エフエム放送）等、一部JFN系列の放送局でも番組販売（30分の短縮版）という形式でネットされている。2011年1月よりTOKYO FMでの放送が再開されている。
2015年4月5日よりミュージックバードを再送信しているコミュニティFM局でも放送が開始された。当時はK-MIXやTOKYO FMと同じ30分の短縮版で、日曜6時枠前半（6:00 - 6:30）に放送されていた。2017年3月25日をもって一旦コミュニティFM局での放送を終了したが、2020年4月3日より約3年ぶりにコミュニティFM局での放送を再開。放送時間枠は金曜0時枠（木曜24時枠）に移り、放送時間は「THE AUDIO」チャンネルと同じ1時間に拡大されたが、『大崎潔の待夢摩神 ラジオ版』の放送開始に伴い、同年7月3日より放送時間が00:30からの30分の短縮版に変更。2021年3月25日をもってコミュニティFM局での放送が再び終了となった。

## 番組の終焉
ミュージックバード・SPACE DiVAが2024年2月29日をもってサービスを終了するのに伴い、同日をもって『THE AUDIO』での放送配信が終了。これにより、2024年3月2日の放送で番組終了を決定、同年3月31日をもって番組が終了し35年の放送に幕を降ろした｡

## パーソナリティ
- 田中美登里 （プロデューサー兼任）

## 放送局
全て毎週日曜の放送で、放送時間の早い順から記載。全て2024年3月31日をもって放送終了。
後述するJFN系列2局は、「radiko」・「radikoプレミアム」（いずれもタイムフリー含む）で聴取可能。
| 放送対象地域 | 放送局名                  | 放送時間             | 備考                                 |
| ------------ | ------------------------- | -------------------- | ------------------------------------ |
| 日本全国     | ミュージックバード        | 毎週日曜 0:00 - 1:00 |                                      |
| 静岡県       | 静岡エフエム放送（K-MIX） | 毎週日曜 4:00 - 4:30 |                                      |
| 東京都       | エフエム東京（TOKYO FM）  | 毎週日曜 4:30 - 5:00 | radikoの場合は関東地方全域で聴取可能 |

## 受賞歴
- 1994年・ギャラクシー賞ラジオ大賞受賞。
  - 東京都内のストリートミュージシャンを特集した「泳ぐ楽園・東京版」（1993年6月26日放送）で受賞。同放送は1994年7月10日のサンデースペシャルでアンコール放送されている。

## その他
- 過去の放送内容（1989年 - ）は外部リンク参照。
- 2010年2月6日に、番組放送20周年と、番組と縁の深いジャズピアニスト板橋文夫の還暦を祝うコンサートとして、「無限ピアノ・板橋文夫PLAYS CLASSIC ～今、クラシックの封印を解く!!～」というイベントがTOKYO FMホールで開催された。コンサートの模様は同年4月4日・4月11日の2週に渡り番組で紹介された他、ミュージックバードの「THE JAZZ」チャンネルの番組「JAZZ Weekend Special」でも4月17日 10:00 - 12:00、4月25日 12:00 - 14:00の2週に渡って紹介された。このコンサートの模様は後にDVDがリリースされている。